# 栗田聡
栗田 聡（くりた さとし、1964年8月3日 - ）は、兵庫県出身の元プロ野球選手（投手）、理学療法士。

## 来歴

### プロ入り前
小学校から高校まで三木谷浩史と同級生で、小学校5・6年生の時は少年野球チームでもチームメートだった。
明石高から社会人野球の三菱重工神戸へ進むと都市対抗野球でも登板、1986年のプロ野球ドラフト会議で広島東洋カープから1位指名を受け、契約金と年俸それぞれ5,000万円、480万円（いずれも推定）で入団。変則投法の左投げで、切れのいいストレート、カーブを武器とし、「第二の大野豊」として期待されていた。

### 広島時代
広島入団後は肩や肘、膝、首などを次々に故障し、一軍登板のないまま1990年11月に自由契約となる。

### 近鉄時代
1990年に近鉄バファローズにテスト入団し、登録名を栗田 智史に変更した。近鉄ではコンディショニングコーチの立花龍司の指導を受けて140km/h前後の速球を投げられるほどに回復したが、一軍登板はなく1991年11月に現役を引退した。

### 引退後
1992年から2年間阪神タイガースで打撃投手を務めた。
近鉄時代の経験がきっかけでコンディショニングの分野に興味を持ち、阪神退団後は1年間予備校に通って専門学校へ入学。アルバイトをしながら3年間通って猛勉強を重ね、1998年に元プロ野球選手としては初となる理学療法士の国家資格免許を取得した。病院に勤務していた頃、近鉄の佐野重樹投手がヒジ手術のリハビリで来院した事がきっかけでプロ野球界に復帰し、近鉄のトレーナーとなる。盛田幸妃や赤堀元之のリハビリをサポートし2001年にフルタイムの球団専属契約を結んだ。
2005年からヤクルトスワローズ初の理学療法士としてフィジカルディレクター（リハビリ担当）に就任し、右肘靭帯断裂によりトミー・ジョン手術を受けた五十嵐亮太のリハビリなどをサポートし、多数の選手から信頼を置かれている。

## 人物
選手が納得しないままでは粘り強く地道なトレーニングは成立せず、信頼関係が重要だと考えている。「リハビリは地道で長くつらいもの」と常に平常心を心がけている。

## 詳細情報

### 年度別投手成績
- 一軍公式戦出場なし

### 背番号
- 17 （1987年 - 1989年）
- 13 （1990年）
- 66 （1991年）
- 87 （1992年）
- 107 （1993年）

### 登録名
- 栗田 聡 （くりた さとし、1987年 - 1990年）
- 栗田 智史 （くりた さとし、1991年 - 1993年）